# Alessandra Picagevicz
Alessandra Picagevicz, född 20 februari 1984, är en friidrottare från Brasilien. Hon deltog vid olympiska sommarspelen 2004.